# Hammarkinds tingslag
Hammarkinds tingslag var ett tingslag Östergötlands län, från 1795 i Hammarkinds, Stegeborgs och Skärkinds domsaga. Tingslaget bildades 1680 som ett av två i häradet. Det andra Stegeborgs skärgårds tingslag omfattade skärgårdsdelen med delar av Gryts, Börrums och Sankt Annas socknar (eventuellt hela Sant Annas socken). Tingslagen slogs ihop 1895 och det gemensamma benämndes Hammarkinds härad och Stegeborgs skärgårds tingslag. Detta tingslag gick 1904 upp i Hammarkinds, Stegeborgs och Skärkinds domsagas tingslag.

## Ingående områden
Tingslagen omfattade Hammarkinds härad.